# Harald Haarfagre (1897)
Harald Haarfagre – norweski pancernik obrony wybrzeża (nazwa w języku norweskim: Panserskipet Harald Haarfagre), podczas II wojny światowej zdobyty przez Niemcy i przebudowany na pływającą baterię obrony przeciwlotniczej pod nazwą Thetis.

## Historia budowy
„Harald Haarfagre” został zamówiony przez rząd norweski, razem z bliźniaczym okrętem „Tordenskjold”, w brytyjskiej stoczni Armstrong Whitworth w Newcastle upon Tyne w ramach programu rozbudowy Norweskiej Królewskiej Marynarki Wojennej.
Stępkę pod budowę pancernika położono w stoczni w Newcastle w 1896 roku. Wodowanie okrętu odbyło się 4 stycznia 1897 roku. Po okresie wyposażania i prób morskich, „Harald Haarfagre” przybył do Norwegii 25 grudnia 1897 roku. Swą nazwę otrzymał na cześć Haralda I Pięknowłosego, króla Norwegii w latach 872 – 930.

## Konstrukcja
Podstawą projektu okrętu stała się konstrukcja szwedzkiego pancernika obrony wybrzeża „Oden”. „Harald Haarfagre” był typowym przedstawicielem swojej klasy okrętów. Długi na 92,65 m kadłub posiadał taranową stewę dziobową i krążowniczą rufę. Na jednostce znajdowały się dwa maszty palowe i charakterystyczny komin wysokości 18 m na śródokręciu.
Napęd pancernika stanowiły dwie maszyny parowe potrójnego rozprężania o łącznej mocy 4500 KM, zasilane w parę przez trzy opalane węglem kotły. Praca maszyn była przekazywana na dwie śruby za pośrednictwem wałów napędowych. Maksymalna prędkość okrętu wynosiła 17 węzłów.
„Harald Haarfagre” był uzbrojony w dwa pojedyncze działa kal. 209 mm, umieszczone w opancerzonych wieżach artyleryjskich na dziobie i rufie. Ponadto na śródokręciu rozmieszczone było sześć dział kal. 120 mm i cztery kal. 76,2 mm do zwalczania mniejszych celów. Bateria artylerii przeciwlotniczej okrętu składała się z dwóch dział przeciwlotniczych kal. 76,2 mm i sześciu kal. 37 mm. Do 1927 roku na pancerniku zamontowane były dwie podwodne wyrzutnie torped kal. 457 mm.

## Służba operacyjna
Po przyjęciu do linii w grudniu 1897 roku, „Harald Haarfagre” odbył w roku następnym rejs próbny do Wielkiej Brytanii, celem zbadania właściwości żeglugowych i osiągów okrętu. Następnie, razem z drugim pancernikiem „Tordenskjold”, utworzył eskadrę szkolną. Obie jednostki odbywały w okresie przed I wojną światową zagraniczne rejsy szkoleniowe. „Harald Haarfagre” odwiedził między innymi Kilonię, Nowy Jork, Hawanę, Port-au-Prince, Funchal. W 1911 roku, jako jacht króla Haakona VII, złożył wizytę kurtuazyjną w Kopenhadze.
Po wybuchu I wojny światowej pancernik pozostawał na wodach macierzystych, chroniąc neutralność Norwegii. W latach międzywojennych jednostka przeszła kilka modernizacji uzbrojenia, a pod koniec lat 30. XX wieku została częściowo rozbrojona i pozostawiona w rezerwie, służąc jako pływający magazyn w Horten. Tam zastała go niemiecka inwazja. 9 kwietnia 1940 roku „Harald Haarfagre” został zajęty przez Kriegsmarine. Zdjęte z niego działa kal. 120 mm posłużyły do wzmocnienia umocnień norweskiego odcinka Wału Atlantyckiego.

## Thetis
Po zbadaniu stanu konstrukcji zapadła decyzja o wcieleniu starego pancernika w skład marynarki niemieckiej, jako pływającej baterii przeciwlotniczej (niem.: Schwimmende Flakbatterie). Prace, dostosowujące okręt do nowej roli, przeprowadziła stocznia Deutsche Werke w Kilonii. 1 lutego 1941 roku okręt został przyjęty w skład floty, otrzymując nazwę „Thetis”.
Jako pływająca bateria przeciwlotnicza okręt posiadał następujące uzbrojenie: 6 dział przeciwlotniczych kal. 105 mm, 2 działka kal. 40 mm i sześć, a następnie 14 działek kal. 20 mm. Po przebudowie „Thetis” zachował siłownię i był zdolny do samodzielnego poruszania się.
Od listopada 1941 roku jednostka pełniła swą służbę w północnej Norwegii, między innymi w Ofotfjordzie i Altafjordzie, gdzie od 1944 roku stacjonował pancernik „Tirpitz”. Pod koniec 1944 roku „Thetis” został wysłany do Niemiec, w rejon Kilonii. Tam zastał go koniec II wojny światowej.
W 1946 roku marynarka norweska przejęła okręt z powrotem, przywracając mu poprzednią nazwę. Pancernik służył jako hulk mieszkalny, zaś zdjęte z niego działa przeciwlotnicze wzmocniły norweskie baterie artylerii nadbrzeżnej. W 1947 roku wysłużoną jednostkę sprzedano na złom.